# جون هيندمارش
جون هيندمارش (بالإنجليزية: John Hindmarsh)‏ الاميرال السير جون هندمارش (1785-29 يوليو 1860) وكان ضابطا في البحرية، وأول حاكم لجنوب أستراليا، في الفترة من 28 ديسمبر 1836 في 16 تموز 1838.